# Joseph Kabila
Joseph Kabila Kabange (4 de juny de 1971) és un polític congolès, 

## Biografia
Kabila és el president de la República Democràtica del Congo (RDC) des de l'assassinat del seu pare Laurent-Désiré Kabila el gener de 2001 en el transcurs de la Segona Guerra del Congo. Va guanyar les eleccions presidencials del 2006 pel que va continuar en el càrrec. El seu partit polític és el Partit del Poble per a la Reconstrucció i la Democràcia.
Va intentar aturar la Guerra Civil i fer que es retiressin les tropes estrangeres del Congo amb cert èxit. Després d'un acord de pau, una administració temporal va començar l'any 2003. S'hi van incloure als caps dels dos principals grups rebels en els càrrecs de vicepresidents.
El 28 de març de 2004, els seguidors de l'antic president Mobutu Sese Seko van intentar enderrocar-lo mitjançant un cop d'estat.
Des de la seva arribada al poder, Joseph Kabila ha hagut de fer front a contínues guerres a l'est del Congo amb les forces rebels internes o recolzades pels governs veïns (Uganda, Ruanda) que fan regnar la inestabilitat mitjançant la violència, el crim i el pillatge dels recursos mentre la comunitat internacional sembla desviar la mirada. Els rebels se senten més motivats per coses diferents a l'obtenció de la victòria i el control de les mines d'or i de diamant: que Kabila permeti que els antics genocides hutus es rearmin i realitzin incursions militars a Burundi.
El 27 de novembre del 2006, és declarat per la Cort Suprema de Justícia guanyador de la segona volta de les eleccions presidencials, celebrada el 29 d'octubre del 2006, assumint la presidència de la República.
És reelegit el 28 de novembre del 2011, però el seu principal rival, Etienne Tshisekedi, no reconeix els resultats de l'escrutini i també es proclama president.
El gener del 2012 els bisbes catòlics de la zona també condemnem les eleccions i demanen una comissió electoral honesta

### Després de la presidència
Félix Tshisekedi va guanyar les eleccions generals de 2018, tot i les acusacions d'irregularitats, la primera transició pacífica del poder a la República Democràtica del Congo (RDC) des de la seva independència de Bèlgica, el 1960.
L'octubre de 2021, Joseph Kabila va defensar la seva tesi de graduació a la Universitat de Johannesburg. Se li va concedir un màster en ciències polítiques i relacions internacionals al final dels seus estudis que van durar cinc anys.
El 20 d'abril de 2025 el president de la RDC, Félix Tshisekedi va acusar d'alta traïció Joseph Kabila per preparar una insurrecció i donar suport a una aliança amb l'M23, i va suspendre el seu Partit del Poble per a la Reconstrucció i la Democràcia (PPRD), ordenant la confiscació dels seus béns.